# سن‌آباد
سناباد ، روستایی از توابع بخش مرکزی شهرستان اردستان در استان اصفهان ایران است.

## جمعیت
این روستا در دهستان برزاوند قرار دارد و براساس سرشماری مرکز آمار ایران در سال ۱۳۸۵، جمعیت آن ۱۵ نفر (۹خانوار) بوده‌است.